# Pantana limbifera
Pantana limbifera är en fjärilsart som beskrevs av Embrik Strand 1911. Pantana limbifera ingår i släktet Pantana och familjen tofsspinnare. Inga underarter finns listade i Catalogue of Life.